# Мороз Віталій Андрійович
Віта́лій Андрі́йович Моро́з (нар. 1 травня 1974, м. Володимир-Волинський, Волинська область) — український бандурист-вокаліст і громадський діяч. Голова правління Всеукраїнської молодіжної громадської організації «Молода Просвіта» (з 2001).
Член Національної спілки журналістів України (з 2008).

## Життєпис
Народився на Волині. Закінчив Лубенську загальноосвітню школу № 6. Здобув вищу музичну освіту: був одним з перших учнів Стрітівської вищої педагогічної школи кобзарського мистецтва (1989—1993), згодом закінчив факультет музичного мистецтва Київського національного університету культури і мистецтв (1993—1998), кафедра бандури і кобзарського мистецтва, фах — бандурист-вокаліст, диригент капели бандуристів, викладач фахових дисциплін.
У 1999—2001 роках — керівник гуртка самодіяльності в КНТЕУ.
У 2001—2009 роках — завідувач відділу молоді та культури у Всеукраїнському товаристві «Просвіта» імені Тараса Шевченка.
У 2008—2011 роках навчався в аспірантурі Київського національного університету будівництва і архітектури (кафедра політичних наук, спеціальність історія України). Від 2011-го — інженер першої категорії кафедри політичних наук КНУБА.
Живе в Лубнах на Полтавщині. Православний християнин. Одружений. Батько трьох дітей. Брат Роман Мороз — так само бандурист, випускник Стрітівської вищої педагогічної школи кобзарського мистецтва.

## Творчість
Як бандурист Віталій Мороз виступав у багатьох областях України. З 2008 року неодноразово брав участь у заходах, які проводить «Соловецьке братство», зокрема в поїздках-прощах на міжнародні дні пам'яті в Сандармох (Республіка Карелія) та на Соловки (Архангельська область, Росія), а також у прощах на території України. Учасник Днів української культури в Карелії (квітень 2013).
Один з організаторів кобзарського фестивалю «Гей, вдарте в струни, кобзарі!», присвяченого 25-річчю Стрітівської кобзарської школи (23.11.2014, с. Стрітівка Кагарлицького району Київської області).

### Репертуар
У репертуарі Віталія Мороза переважно народні, козацькі, стрілецькі пісні, твори на слова українських поетів.

### Громадсько-політична діяльність
Від 2001 року — голова Всеукраїнської молодіжної громадської організації «Молода Просвіта». На громадських засадах був помічником народного депутата України.
Активний учасник Помаранчевої революції (2004—2005) і Євромайдану (2013—2014). Під час останнього з грудня 2013 по травень 2014 року — ведучий Нічної варти на Центральній сцені Майдану, голова Лубенського громадського об'єднання «Майдан», а згодом Лубенської Народної Ради. 20 січня 2014-го під час будівництва перших барикад на вул. Грушевського, в центрі Києва, був поранений з вогнепальної зброї, кулі влучили в груди й в обличчя — за кілька міліметрів від правого ока. У найтяжчі дні Революції гідності (18—21 лютого) брав активну участь у протистояннях у столиці на вулиці Інститутській і на Майдані Незалежності. Активний учасник велопробігу «Майдан — Донецьк», який тривав з 23 по 30 березня 2014 року. Велопробіг подолав відстань 850 км від Києва до Донецька. З 2018 року має статус постраждалого учасника Революції Гідності.
З 15 по 22 травня 2014 року як учасник акції «Піша хода до Тараса Шевченка» у складі делегації пройшов з бандурою шлях від Полтави до Канева (понад 200 км), провів близько 40 мистецьких зустрічей на Шевченкову тематику серед молоді, населення Полтавщини й Черкащини.
Член правління Міжнародного об'єднання «Соловецьке братство» (з 2014).
Позапартійний. У 2015-му на місцевих виборах висувався в депутати Полтавської обласної ради від Об'єднання «Самопоміч».

## Відзнаки
- Премія імені братів Шеметів (2021) — у номінації «За вагомий особистий внесок у розвиток та популяризацiю нацiонально-патрiотичого руху»[6]

Лауреат і дипломант конкурсів та музичних фестивалів в Україні.